# Tom Finney
Sir Thomas ("Tom") Finney (Preston, 5 april 1922 – aldaar, 14 februari 2014) was een Engels voetballer.
Hij begon zijn loopbaan kort voor de Tweede Wereldoorlog bij de lokale club Preston North End FC, waarvoor hij tot 1960 zou blijven spelen. Tijdens de oorlog diende hij in het Britse Achtste Leger van Montgomery. Hij vocht onder andere in Egypte. Tijdens perioden van verlof speelde hij ook daar voetbal. Tijdens een van deze wedstrijden voetbalde hij tegen de latere acteur Omar Sharif.
In 1946 debuteerde Finney in het eerste elftal van Preston North End. Hij was een veelzijdige aanvaller, die in het centrum en op beide vleugels uit de voeten kon. Ondanks aanbiedingen uit het buitenland, zou hij altijd bij deze club blijven. In totaal speelde hij 433 wedstrijden voor Preston, waarin hij 187 doelpunten maakte. Naast zijn voetbal werkte hij voor het loodgietersbedrijf van zijn familie. Zijn bijnaam lag dan ook voor de hand: de "Preston plumber".
Een maand na zijn debuut bij Preston speelde hij voor het eerst in de Engelse nationale ploeg. Jarenlang vormde hij een sterk aanvalsduo met Stanley Matthews. In zijn eerste vijftig interlands bleef Finney ongeslagen; daarna werd Engeland overvleugeld door andere ploegen, vooral door Hongarije, waar in 1953 met 3-6, en een jaar later zelfs met 7-1, van verloren werd. Hij kwam 76 keer uit voor Engeland en maakte 30 interlanddoelpunten.
Finney werd tweemaal, in 1954 en 1957, gekozen tot beste speler uit het Engels voetbal. Doordat hij zijn hele carrière bij het kleine Preston North End bleef, won hij nooit een grote titel. Toch wordt hij beschouwd als een van de grootste spelers uit de Engelse voetbalgeschiedenis. In 1998 werd hij in de adelstand verheven. Tot 2011 was hij nog bij Preston betrokken, onder andere als voorzitter. Tot zijn dood was Finney tevens voorzitter van Kendal Town F.C. in Cumbria.